# Brenda Asnicar
Brenda Asnicar (sinh ngày 17 tháng 10 năm 1991) là một nữ diễn viên, ca sĩ, vũ công và người mẫu Argentina nổi tiếng với vai diễn đầu tay Antonella Lamas Bernardi trong loạt phim truyền hình Patito feo của Disney Channel.

## Cuộc đời và sự nghiệp

### 1991-2009: Cuộc đời và khởi đầu sự nghiệp
Asnicar được sinh ra ở Buenos Aires Argentina, là con gái của Gustavo Asnicar và Adriana Mendoza. Cô là người gốc Venezuela, Ý, Srilanka. Cô có một người anh trai, Iván, và cô thuộc tôn giáo Công giáo La Mã. Thời thơ ấu, Brenda đã học tại trường Trung tâm Văn hóa Ý ở Villa Adelina, nơi cô cũng học tiếng Ý.
Asnícar xuất hiện lần đầu lên truyền hình trong chương trình thiếu nhi Cantaniño năm 1999, khi cô 8 tuổi. Năm 2003, khi 12 tuổi, cô bắt đầu làm việc cho chương trình Chicos Argentinos.
Asnícar ra mắt với tư cách là ca sĩ trong các album của Cataniño và Chicos Argentinos. Những album này là đã gặt hái thành công ở Argentina và nhiều quốc gia khác, đặc biệt là Ý.
Năm 2007, Asnícar giành được vai chính đầu tiên trên truyền hình, Antonella Lamas trong Patito feo (Vịt con xấu xí), do Marcelo Tinelli sáng tác và Ideas del Sur sản xuất. Bộ phim trở thành một trong những chương trình truyền hình thanh thiếu niên phổ biến nhất ở Argentina, Mỹ Latinh, Israel và Bồ Đào Nha. Sê-ri kéo dài từ năm 2007 đến 2008 và giữ tỷ lệ người xem cao, khiếm bộ phim đoạt bốn giả Martín Fierro cho Chương trình vị thành niên xuất sắc nhất.
Từ năm 2007 đến 2009, Patito feo đã phát hành sáu album phòng thu, trong đó năm album được chứng nhận bạch kim và một chứng nhận vàng bởi phòng sản xuất Bản ghi âm của Argentina. Patito feo đã giành giải Premios Carlos Gardel và ba đề cử cho Giải thưởng Carlos Gardel.

### 2009-2016: Đột phá vớiSueña conmigo
Từ năm 2009 đến 2011, Asnícar đóng vai chính trong loạt phim Sueña conmigo. Bộ phim đã đứng hạng cao và là một thành công lớn ở Mỹ Latinh, Tây Ban Nha, Ý. Năm 2011, các diễn viên đã đi lưu diễn ở Argentina, Mỹ Latinh và Ý, biểu diễn các bài hát trong loạt phim.
Kể từ tháng 1 năm 2012, Asnicar đã tham gia loạt phim Telemundo Corazón valiente (Trái tim không nỗi sợ), cùng với Adriana Fonseca,Ximena Duque, José Luis Reséndez và Fabián Ríos, trong vai Fabiola Arroyo, một trong những nhân vật của phim.
Năm 2016, Asnicar đã xem trước The B Collection với mcma London; bộ sưu tập ra mắt vào ngày 10 tháng 2 năm 2016.
Từ năm 2013, Asnícar đảm nhận vai của Juana Carbajal trong Cumbia Ninja, đạt được thành công khắp quốc tế. Cô cũng trở thành thành viên của nhóm nhạc Cumbia Ninja trong sê-ri, cùng với Ricardo Abarca.
Vào năm 2016, Asnicar đóng vai chính trên por amarte así, một bộ phim truyền hình mới của Claudio Lacelli, đối diện Gastón Soffritti, Catherine Fulop và Facundo Gambandé.

## Phim
| Năm       | Chức vụ           | Vai trò                          | Ghi chú                           |
| --------- | ----------------- | -------------------------------- | --------------------------------- |
| 2001-2003 | Cantani           | Chính mình                       | Khách mời                         |
| 2004      | Chicos Argentinos | Chính mình                       | Khách mời                         |
| 2007-2008 | Patito feo        | Antonella Lamas Bernardi         | Nhân vật phản diện chính; 155 tập |
| 2011      | Sueña conmigo     | Nuria Gómez                      | Vai trò chính                     |
| 2012      | Los únicos        | Keira Beltrán                    | Vai trò lãnh đạo                  |
| 2012      | Corazón valiente  | Fabiola Ferrara / Fabiola Arroyo | Vai trò chính                     |
| 2013-15   | Ninja Cumbia      | Juana Carbajal / Nief Páez       | Phim truyền hình                  |
| 2016      | Por amarte así    | Mercedes Olivetti                | Vai trò chính                     |